# 자유의 종

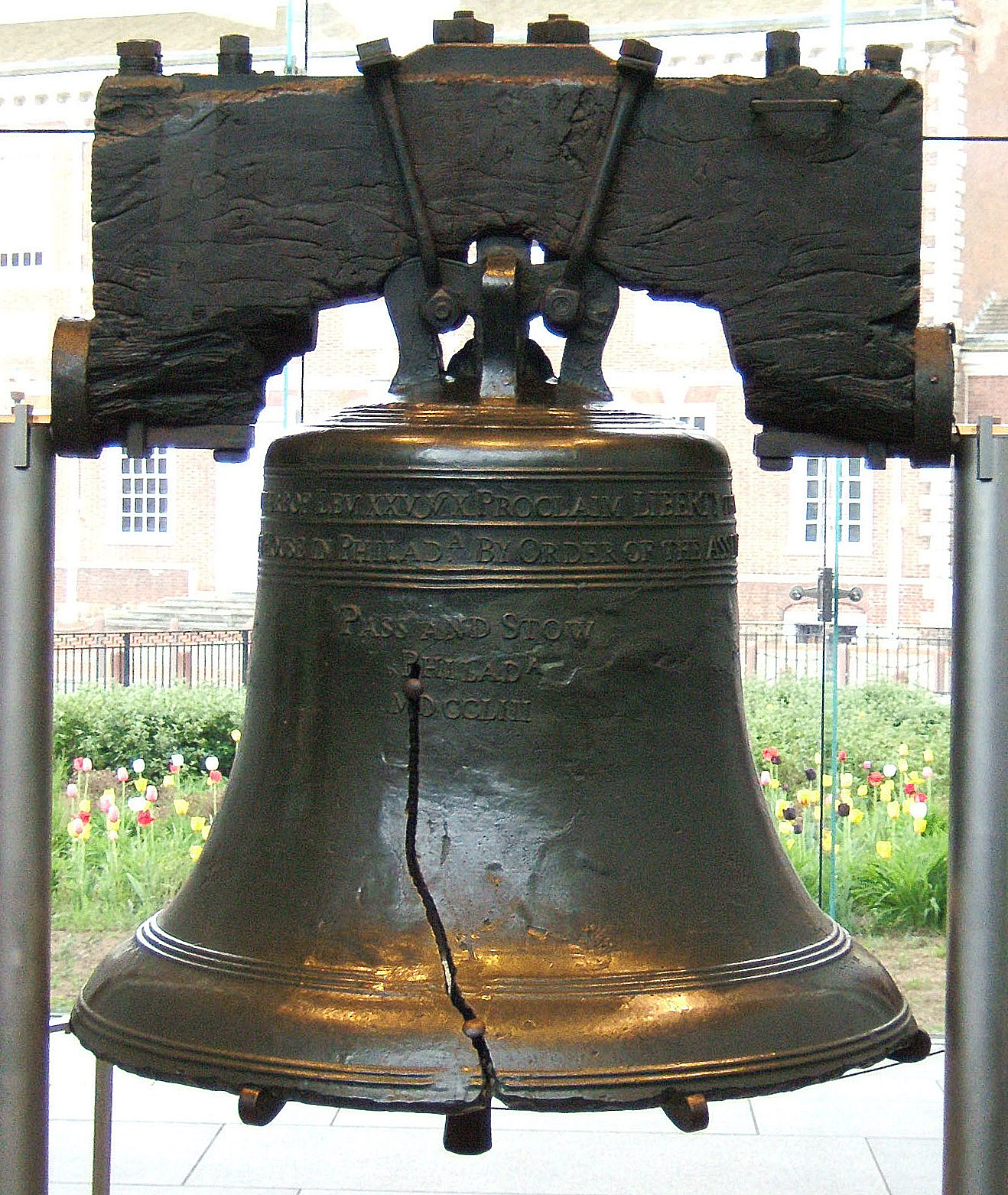
자유의 종

자유의 종(Liberty Bell)은 미국, 펜실베이니아주, 필라델피아, 독립기념관에 있는 종이다. 예전에는 펜실베이니아 주립청사(현재는 독립기념관으로 명칭 변경)의 첨탑에 있었으며, 이 벨은 런던에 있는 래스터 앤 팩(오늘 날의 화이트체펄 벨 폰드리)에게 1752년 주문 제작한 것이며, “모든 땅 위의 모든 사람들에게 자유를 공표하라”(Proclaim LIBERTY throughout all the land unto all the inhabitants thereof)라는 문자(레위기 25:10의 일부인)가 새겨져 주조되었다. 원래는 필라델피아에 도착 후 첫 타종 이후 금이 갔지만, 현지의 장인인 존 패스와 존 스토에 의해 다시 주조되었고 이들의 성이 종에 새겨졌다. 초기에 자유의 종은 의회 회기 동안 의원들을 소환하는 종으로 사용되었지만, 공적인 모임과 공표를 위해 시민들을 불러 모으는 것으로 바뀌었다.
독립을 위한 제2차 대륙회의 투표에서 즉각적인 어떠한 성명도 발표되지 않았으며, 그리하여 이 종은 1776년 7월 4일 울릴 수가 없었다. 1776년 7월 8일 〈미국독립선언〉 낭독을 표시하기 위해 종이 울렸지만, 이 종의 타종에 대한 현대의 기록들이 남아있지 않아서, 역사학자들은 그냥 평상시처럼 울린 벨일 뿐이었다고 생각하고 있다. 미국의 독립이 확보된 이후, 몇 년 동안 애매하게 방치된 채 남아 있었다. 1830년대, 이 종은 노예제도 폐지론자 학회에서 상징으로 채택되었고, 그들은 ‘자유의 종’(Liberty Bell)이라고 불렀다. 19세기 초반에 큰 금이 갔으며, 1835년 사법부 존 마셜이 사망한 직후 종을 치다가 금이 갔다는 등 다양한 이야기가 있다.
이 종은 1848년 나이먹은 타종자가 1776년 7월 4일 독립을 찬성하는 제2차 대륙회의의 투표 소식을 듣자마자 울렸다고 주장하는 단편소설로 유명해졌다. 7월 4일에 독립에 찬성하여 그 종이 울리지 않았다는 사실에도 불구하고, 그 이야기는 널리 사실과 사건으로 일부 역사학자들에 의해 수용되었다. 1885년 이 벨을 소유하고 있던 필라델피아 시의 시작으로 다양한 박람회와 애국 집회에 보내질 수 있도록 허용되었다. 이 종은 어디를 가던 많은 사람들을 끌어모았으며, 추가로 금이 가고, 기념품 수집가 들에 의해 조각이 유실되었다. 그러한 마지막 순회 전시는 1915년에 이뤄졌으며, 그 이후 필라델피아 시는 더 이상의 요청을 거부했다.
제2차 세계대전 이후, 필라델피아 시는 미국 국립공원관리청이 그 종을 보호할 수 있도록 허락했지만, 여전히 소유권은 가지고 있다. 이 종은 냉전기에서 ‘자유의 상징’으로 사용되었고, 1960년대에는 항의집회의 장소로 인기있는 곳이었다. 이 종은 1976년 오랫동안 있었던 인디펜던스 홀에서 근처의 인디펜던스 몰 내의 유리관 속으로 이전되었으며, 그후 2003년 근처의 더 큰 공간인 ‘자유의 종 센터’(Liberty Bell Center)로 옮겨졌다. 이 종은 동전과 우표에 새겨진 인기 있는 상징물이었으며, 그 이름과 이미지는 많은 기업들에 의해 널리 사용되고 있다.

## 제작 (1751-1753)
필라델피아 시의 종은 대중들에게 공표를 하거나, 1682년 시의 설립 이후 보시의 위험을 알리는데 사용되어 왔다. 원래의 종은 펜실베이니아 주립청사(현재는 인디펜던스 홀로 알려져 있음) 뒤에 나무에 걸려 있었고, 도시 설립자인 윌리엄 펜에 의해 가져온 것이라는 말이 있었다. 1751년

## 위치와 기간
- 1775년 5월 10일 – 1776년 12월 12일, 펜실베이니아주 필라델피아
- 1776년 12월 20일 – 1777년 3월 4일, 볼티모어 (메릴랜드주)
- 1777년 3월 5일 – 1777년 9월 18일, 필라델피아
- 1777년 9월 27일(하루), 랭커스터 (펜실베이니아주)
- 1777년 9월 30일– 1778년 6월 27일, 펜실베이니아주 요크
- 1778년 7월 2일– 1781년 3월 1일, 필라델피아